# Ferrycarrig Park
Ferrycarrig Park est un stade de football situé au lieu-dit Newcastle à Crossabeg dans le Comté de Wexford en Irlande. Il est le lieu de résidence du club de football de Wexford Youths Football Club depuis 2007. Les deux équipes premières du club, la section masculine et la section féminine se partagent le terrain.

## Histoire
Le Ferrycarrig Park est la création d'un homme, le magnat du BTP et ancien député irlandais Mick Wallace. Le stade fait partie d'un complexe contenant installations sportives, hotel de luxe et restaurants. Les travaux commencent en 2003. La livraison des installations a lieu en 2005.
Le stade se compose d'un club-house avec vue sur le terrainet une tribune permanente de 609 places assises. Au total le stade peut accueillir 2000 spectateurs.